# Hans Bischoff (Mediziner)
Hans Ernst Heinrich Oskar Bischoff (* 5. August 1894 in Schweina im Herzogtum Sachsen-Meiningen; † 16. Januar 1943 in Greifswald) war ein deutscher Kinderarzt und Hochschullehrer.

## Leben
Hans Bischoff war der Sohn des praktischen Arztes Ernst Bischoff († 1912) und dessen Ehefrau Elise, geb. Jaenisch.
Er bestand 1912 am Königstädtische Gymnasium in Berlin sein Abitur und begann zunächst ein Studium der Theologie, Philosophie und Geschichte an der Friedrich-Wilhelm-Universität zu Berlin. Ab 1914 widmete er sich dann jedoch einem Medizinstudium, welches er an der Ruperto-Carola Universität in Heidelberg und der Universität Berlin absolvierte. Während des Ersten Weltkriegs arbeitete er, da er als nicht feldverwendungsfähig eingestuft war, vom 1. August 1917 bis 31. Dezember 1918 als Hilfsassistenzarzt im Lazarett des Krankenhauses Bethanien in Berlin. Dort arbeitete er zunächst auf der chirurgischen Abteilung und später als Stationsarzt auf der chirurgischen Frauen- und Kinderstation sowie im Diphtherie-Pavillon.
Nach seinem Studienabschluss im Jahr 1919 wurde er an der Universität Berlin mit einer Dissertation über eitrige Meningitis nach Schädelverletzungen promoviert. In den folgenden Jahren erwarb er sich umfangreiche Kenntnisse und Fertigkeiten in verschiedenen medizinischen Bereichen, unter anderem in der Kinderheilkunde. Er war in mehreren Krankenhäusern, unter anderem im städtischen Krankenhaus in Solingen tätig. Nach seiner Zeit in Solingen kehrte er 1921 nach Berlin zurück, um sich an einer Allgemeinpraxis zu beteiligen, bevor er 1922 an die Universitäts-Kinderklinik Leipzig ging, um seine wissenschaftliche Ausbildung fortzusetzen. 
Er trat 1922 in die Universitäts-Kinderklinik und Poliklinik in Rostock ein, wo er zunächst als Assistenzarzt arbeitete; in den folgenden Jahren erwarb er sich umfangreiche Kenntnisse und Fertigkeiten in verschiedenen medizinischen Bereichen, unter anderem in der Kinderheilkunde.  1923 wurde er zum Oberarzt und schließlich 1930 zum Professor ernannt; in dieser Zeit habilitierte er im August 1925 und wurde Privatdozent für Kinderheilkunde. Im Dezember 1930 wurde er vorzeitig zum nichtbeamteten außerordentlichen Professor für Kinderheilkunde an der Universität Rostock ernannt. Er widmete sich intensiv der Forschung und Lehre. Seine Lehr- und Forschungsgebiete umfassten unter anderem die Hämoglobinresistenz des menschlichen Bluts, Ernährungsphysiologie, den Einfluss der Bestrahlung auf das Wachstum sowie die Serologie der Tuberkulose und Sommerkrankheiten bei Säuglingen.
Im Jahr 1935 wurde er Dozent für Kinderheilkunde an der Medizinischen Akademie Düsseldorf, wo er auch stellvertretender Leiter der Klinik für Kinderheilkunde wurde.
Im Oktober 1935 wurde er zum ordentlichen Professor für Kinderheilkunde und Direktor der Kinderklinik an der Universität Greifswald ernannt. In diesen Funktionen war er bis zu seinem Tod tätig und brachte bedeutende Fortschritte in der Kinderheilkunde voran. Zudem war er von 1938 bis 1942 Mitherausgeber des Archivs für Kinderheilkunde und hatte verschiedene wichtige Funktionen inne, darunter die des Dekans der Medizinischen Fakultät der Universität Greifswald ab 1939.
Er veröffentlichte zahlreiche Einzelarbeiten in den einschlägigen Fachzeitschriften, unter anderem in der Deutschen Medizinische Wochenschrift und der Monatsschrift Kinderheilkunde und trug mit seinen Arbeiten und Forschungen Beiträge zur Kinderheilkunde bei; unter anderem war er Mitarbeiter am Handbuch für Kinderheilkunde.
Zu seinen Studenten in Greifswald gehörte unter anderem der spätere Humangenetiker Widukind Lenz.

## Mitgliedschaften
Während des Medizinstudiums war Hans Bischoff Mitglied des Vereins Deutscher Studenten und später im Altherrenverband aktiv. Zudem war er Mitbegründer und Mitglied der Arbeitsgemeinschaft Rostocker Dozenten zur Hochschulreform auf nationalsozialistischer Grundlage. Ab Februar 1934 war er als HJ-Gefolgschaftsführer mit der ärztlichen Führung des Bannes Rostock des Deutschen Jungvolks beauftragt und trat im Juli 1934 dem NS-Lehrerbund bei.
Zum 1. Mai 1937 trat er der NSDAP bei (Mitgliedsnummer 3.963.754).

## Schriften (Auswahl)
- Über eitrige Meningitis nach Schädelverletzungen, insbesondere über die Spätmeningitis. Berlin, 1920.
- Untersuchungen über die Resistenz des Hämoglobins Menschenblutes mit besonderer Berücksichtigung des Säuglingsalters. Habilitationsschrift. Auszug in Zeitschrift für die gesamte experimentelle Medizin einschließlich experimentelle Chirurgie, Bd. 48. 1926. S. 472–489.
- Krämpfe im Kindesalter. Stuttgart, 1937.